# Радомир Путник
Ра́домир Пу́тник (серб. Радомир Путник, 24 січня 1847, Крагуєваць — 17 травня 1917, Ніцца) — сербський воєначальник, воєвода (фельдмаршал), начальник Генерального штабу Сербії під час Балканських воєн і Першої світової війни.

## Біографія
У середині XIX століття сім'я Путника повернулась з вигнання у Австро-Угорщині у звільнену від турок Сербію. Батько Путника, Дімітрій, був учителем у Крагуєваці, де Радомир і отримав початкову освіту. Після цього він поступив у артилерійську школу у Белграді, яку закінчив у 1863 році. У 1879 році Радомир одружився з Любицею Божович, донькою полковника, котра згодом народила трьох дочок і чотирьох синів. Сучасники описували Путника як аскетичну, закриту людину, сувору у професійних питаннях.
Путник відзначився на полі бою у війнах проти турок у 1876—1877. З 1886 по 1895 роки був професором Військової академії, у 1886 році після війни з Болгарією став заступником начальника Генерального штабу. Конфлікт з королем Сербії Миланом I (частково через те, що Путник завадив протеже короля здати екзамен у академії) і відтак з його наступником Олександром I призвів до того, що Путник був вимушений у 1895 році піти зі своєї посади, а у 1899 році, після невдалого замаху на Милана, покинути країну через небезпеку подальших репресій.
Після перевороту 1903 року, коли король Олександр Обренович був убитий і новим королем став Петро I Карагеоргійович, Путник був реабілітований, отримав звання генерала і призначений на посаду голови Генерального штабу. При ньому сербська армія була повністю реорганізована, оновлений офіцерський склад. Своїм заступником Путник призначив Живоїна Мишича. У 1912 він очолював сербську армію у Балканських війнах. У 1913 році Путник став першим офіцером сербської армії, котрий отримав найвище звання воєвода (відповідне званню фельдмаршала). У цей же період він неодноразово займав посаду військового міністра Сербії.
Звістка про початок Першої світової війни застала воєводу в Австрії, де він проходив лікування на спа-курорті Бад-Глейшенберг. Він спробував повернутися у Сербію, але був заарештований у Будапешті і отримав свободу тільки після особистого наказу глави австрійського генерального штабу Конрада фон Гетцендорфа, який, очевидно, не сприймав літного і хворого Путника як серйозного супротивника.
Посилаючись на своє слабке здоров'я, Путник хотів піти у відставку, але король відмовив йому і наполіг на тому, щоб він очолив сербську армію. Під керівництвом Путника серби змогли зупинити австро-угорський наступ у серпні-вересні 1914 року, розгромили армію супротивника у грудні 1914 р., після чого на Балканському театрі війни встановився тривалий затишок до осені 1915 року, коли австро-німецька армія прорвала фронт і вимусила сербів відступити. Територія Сербії була цілком окупована ворогом, а основна частина її армії разом з Путником евакуювалася на острів Корфу. Поразка призвела до того, що у січні 1916 року весь Генеральний штаб, включаючи Путника, був відправлений у відставку.
Після відставки Радомир Путник оселився у Ніцці, де його зустріли з почестями. Від місцевої влади він отримав віллу, на якій прожив до самої своєї смерті від емфіземи легенів 17 травня 1917 року. У 1926 році останки Путника були перевезені на батьківщину і поховані там.
На честь Радомира Путника названо гору Путник у Канаді.